# الثورة المجيدة في إسكتلندا

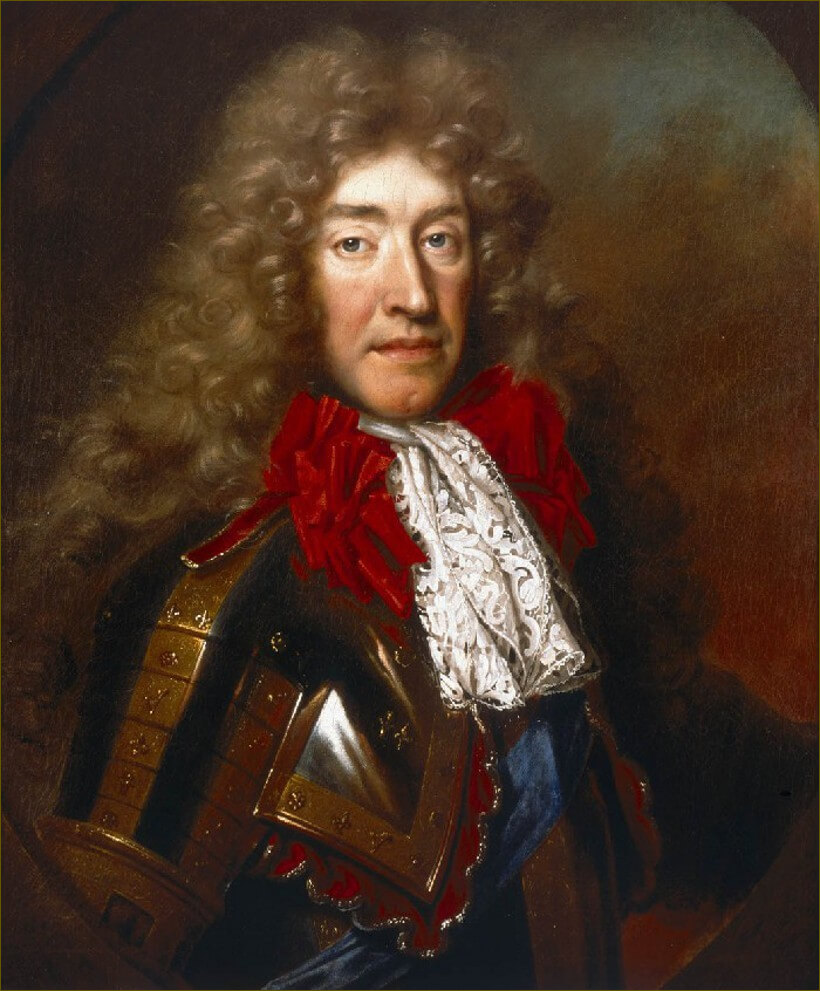

كانت الثورة المجيدة في اسكتلندا جزءًا من سلسلة واسعة من الأحداث بين 1688-1689 في إنجلترا واسكتلندا والمعروفة باسم الثورة المجيدة. تغطي هذه الفترة تنحية جيمس السابع، واستبداله من قبل ابنته ماري الثانية وزوجها ويليام الثالث من أورانج والتسوية السياسية بعد ذلك. كانت اسكتلندا وإنجلترا مرتبطتين ومنفصلتين في الوقت ذاته، أي إن لكل منهما برلمانًا خاصًا به؛ القرارات الصادرة في أيٍ منهما لم تكن مُلزمة للأخرى.
وشملت المشاكل كل من الحرية الدينية والحكم التعسفي والحق الإلهي للملوك؛ أنهت الثورة قرن من النزاع السياسي من خلال تأكيد أولوية البرلمان على التاج. في عام 2016، أُشير إلى أحد التعديلات، وهي المطالبة بالحق في 1689، في الحجج القانونية حول ما إذا كانت اسكتلندا ملزمة بخروج بريطانيا من الاتحاد الأوروبي.
أصبح جيمس الملك في فبراير عام 1685 بدعم واسع النطاق من كلا البلدين ولكن التسامح مع معتقداته الشخصية لا تنطبق على الكاثوليكية بشكل عام. قام جيمس بتعليق عمل البرلمانين الإنجليزي والإسكتلندي عندما رفضا تمرير إجراءاته وحكم بالأوامر؛ كانت ردة فعله هذه الأكثر ضررًا عليه.
استبدلت ولادة جيمس فرانسيس إدوارد في يونيو 1688 ماري بوريث كاثوليكي وتسببت في اضطراب مدني واسع النطاق في اسكتلندا وإنجلترا. أصدر تحالف من السياسيين الإنجليز إعلانًا يُعرف باسم دعوة وليام، وافق على دعم التدخل العسكري الهولندي لفرض أحقية ماري كوريثة للعرش الإنجليزي. في 5 نوفمبر 1688، حط وليام في جنوب غرب إنجلترا وفر جيمس إلى فرنسا في 23 ديسمبر.
على الرغم من أن السياسيين الاسكتلنديين ليسوا جزءًا من التدخل العسكري، فقد كانوا متورطين في كلا الجانبين. كان العديد من مستشاري وليام منفيين من الاسكتلنديين ولهم روابط وثيقة مع كوينزبيري وهاملتون. أقرب المستشارين لجيمس هم الاسكتلنديون المتحولون إلى الكاثوليكية، إيرل بيرث وشقيقه ميلفورت.
في 7 يناير 1689، طلب مجلس المستشارين الإسكتلندي من وليام تولي الحكومة في انتظار انتخابات اتفاقية اسكتلندية توافق على التسوية. في فبراير 1689، عُيِّن وليام وماري ملوكًا مشتركين في إنجلترا. في مارس، اجتمع أعضاء الاتفاقية الاسكتلندية للاتفاق على تسوية لإسكتلندا.

## خلفية
لم تكن الثورة المجيدة في اسكتلندا مفهومة بشكل جيد لأنه لا يوجد معالجة واسعة النطاق مقارنة بتلك التي نمتلكها لإنجلترا وليس لدينا تحليل علمي للتسوية الدستورية الاسكتلندية لعام 1689 (كما وردت في مطالبة الحق ومقالات التظلم) على قدم المساواة مع إعلان الحقوق الإنجليزي.
نشأت الاختلافات بين الثورة المجيدة في اسكتلندا وإنجلترا من تأثير حروب الممالك الثلاث 1638-5116 والاستعادة في عام 1660. لا يمكن فهم أحداث 1688-1690 إلا إذا فهمنا سياق عقود من الصراع المستمر تقريبًا. تسببت الروابط الوثيقة بين الدين والأيديولوجية السياسية في جعل هذه الخلافات أكثر ضررًا؛ كانت الخسائر في الحروب الأهلية أعلى نسبيًا من حيث النسبة المئوية مقارنة بالحرب العالمية 1914-1819.
الاستخدام الحديث للمشيخية أو الأسقفية غالبًا ما ينطوي على اختلافات في الهيكل والمذهب. في القرن السابع عشر، كانت الأسقفية تعني الحكم من قبل الأساقفة، الذين عينهم الملك، وكان الحكم المشيخي من قبل الكبار، ورشحتهم تجمعات، لكن في اسكتلندا، كان كلا الجانبين من الطائفة الكالفينية. نظرًا لدورهم في البرلمان الإسكتلندي، فإن الجدل الدائر حول دور الأساقفة كان بنفس قدر الجدال حول السياسة واستخدام الملك لقوته كممارسة دينية. أدت تغييرات النظام في الأعوام 1638 و1651 و1661 إلى ابعاد المنتصرين لخصومهم، مما جعل المنافسة للسيطرة على الكنيسة الاسكتلندية أكثر صعوبة.
نظرًا لعدم امتلاك تشارلز الثاني لأطفال شرعيون، فقد كان أخوه جيمس وريثًا للعرشين الإسكتلندي والإنجليزي. في عام 1669، تحول سرًا إلى الكاثوليكية، أسفر معرفة العامة بهذا الخبر عام 1679 عن أزمة استبعاد اللغة الإنجليزية. كانت النخبة السياسية الاسكتلندية أقل قلقًا وجرى قمع انتفاضة بسيطة في عام 1679. في أغسطس 1681، أكد قانون الخلافة الاسكتلندية أن جيمس هو الوريث القانوني «بصرف النظر عن الدين»، والمسؤولون الحكوميون ملزمون بطاعته. وذكرت أن الهدف كان جعل استبعاده من العرش الإنجليزي مستحيلًا دون «... العواقب الوخيمة للحرب الأهلية».
أعاد قانون الاختبار الإسكتلندي لعام 1681 التأكيد على هذا الالتزام، مع وعود المسؤولين الحاسمين بعد التصفيات بدعم الدين البروتستانتي الحقيقي. لا يعني التسامح مع معتقدات جيمس الشخصية بأن معتقداته الكاثوليكية مقبولة بشكل عام، وهذا تمييز هو ما أدى في النهاية إلى تنحيته.

## تنحية الملك جيمس
في عام 1685، كان موقف جيمس في اسكتلندا أكثر أمانًا من إنجلترا. جعلت قوانين الخلافة والاختبار الاسكتلندية لعام 1681 من طاعة الملك قانونا يجب الالتزام به «بصرف النظر عن الدين» ولكن في المقابل أكدت أولوية كنيسة اسكتلندا. انهيار انتفاضة اراجيل بسبب نقص الدعم الشعبي لها؛ إلغاء قانون الاختبار قوض مساندة جيمس من الأسقفية بينما كان يكافئ المشيخيين المنشقين الذين أيدوا أرجيل.
التصور بأن جيمس كان على استعداد لتجاهل التزاماته، والعهد التتويجي وأنصاره أضعف من سياساته. كما كان توقيتها سيئًا، مرسوم فونتينبلو الصادر في أكتوبر 1685 ألغى التسامح مع البروتستانت الفرنسيين، مما خلق ما يقدر بنحو 200,000 - 400,000 لاجئ في السنوات الخمس التالية. قتل أكثر من 2000 من الولدان السويسريين في عام 1686 مما عزز المخاوف من تعرض أوروبا البروتستانتية للتهديد من قبل الإصلاح الكاثوليكي بقيادة فرنسا.
في يونيو 1688، تحول حدثان إلى أزمة؛ أنشأت ولادة جيمس فرانسيس إدوارد في 10 يونيو وريثًا كاثوليكيًا للعرش، باستثناء ابنة جيمس البروتستانتية ماري وزوجها ويليام أوف أورانج. يبدو أن محاكمة الأساقفة السبعة تجاوزت حملة التسامح مع الكاثوليكية وأصبحت اعتداءً واضحًا على المؤسسة الأسقفية؛ تبرئتهم في 30 يونيو دمرت سلطة جيمس السياسية.
في 1685، خشي الكثير من الحرب الأهلية إذا جرى تجاوز جيمس؛ بينما أظهرت أعمال الشغب المعادية للكاثوليكية بحلول عام 1688 أن إزالته فقط يمكن أن تمنع حدوث هذه الحرب الأهلية. قام كبير مستشاري جيمس، إيرل سندرلاند بالتنسيق سرًا مع هنري سيدني لإعداد «دعوة إلى ويليام»، مؤكدًا له دعمه من قبل الطبقة السياسية الإنجليزية للتدخل المسلح. حرصًا على تأمين الدعم المالي والعسكري الإنجليزي ضد فرنسا، حط ويليام في بريكسهام في 5 نوفمبر مع 14000 رجل؛ مع تقدمه، هرب الكثير من الجيش الملكي وذهب جيمس إلى المنفى في 23 ديسمبر.
عرض البرلمان العرش الإنجليزي على ويليام وماري في فبراير 1689؛ وافقت الغالبية العظمى على أن تحل ماري محل والدها، لكن طلب وليام أن يصبح ملكًا مشتركًا وحاكمًا وحيدًا إذا توفيت لم يلقِ موافقة واسعة. جعل الانقسام داخل الكنيسة الإسكتلندية (كيرك) ويليام أكثر أهمية في اسكتلندا؛ طائفته الكالفينية حظيت بدعم المشيخيين لأنهم كانوا يرونه كحليف، في حين أن الأقلية الأسقفية في حاجة إلى دعمه للاحتفاظ بالسيطرة.